# Primula chapaensis
Primula chapaensis är en viveväxtart som beskrevs av François Gagnepain. Primula chapaensis ingår i släktet vivor, och familjen viveväxter. Inga underarter finns listade i Catalogue of Life.